# Yongzuo-Tempel

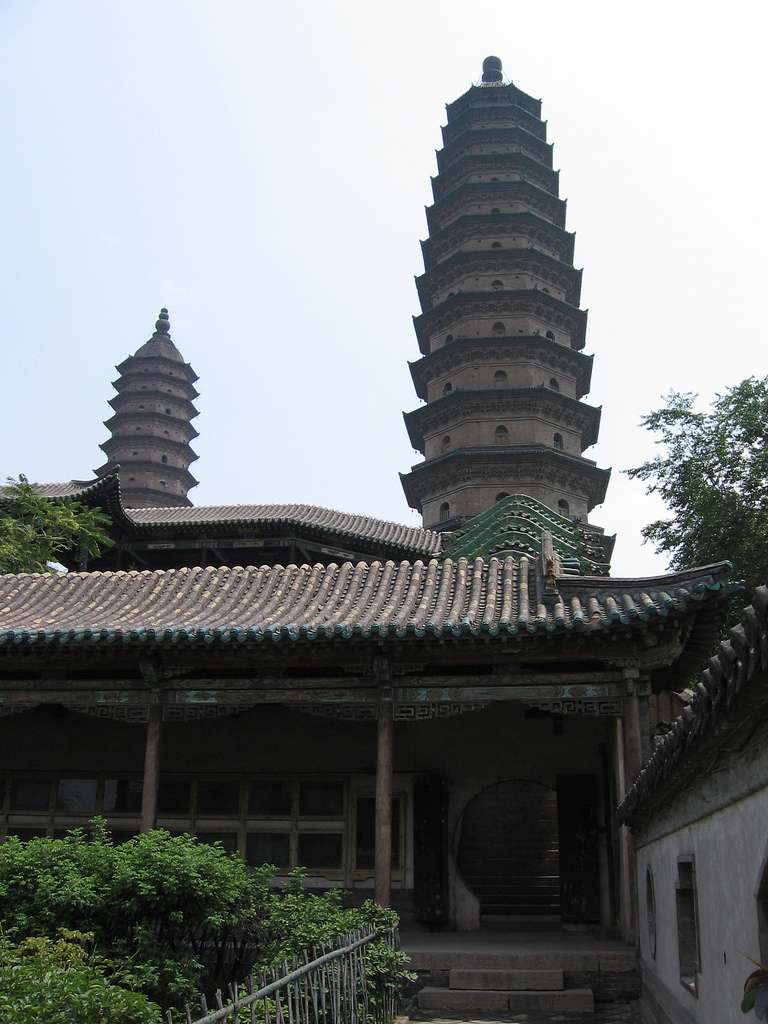
Die zwei Pagoden des Yongzuo-Tempels

Der Yongzuo-Tempel (chinesisch 永祚寺, Pinyin Yǒngzuò sì), auch "Shuang Ta Si" (雙塔 / 双塔寺,  Shūang Tǎ Sì – „Zwillingspagodentempel“) genannt, ist eine Tempelanlage vier Kilometer südöstlich von Taiyuan, der Hauptstadt der Provinz Shanxi in der Volksrepublik China.
Der Tempel steht auf der Liste der Denkmäler der Volksrepublik China (6-467).

## Geschichte
Die Tempelanlage umfasst auch zwei Pagoden, wovon sich der englische Name "Twin Pagoda Temple" ableitet. Die östliche Pagode wurde im Jahre 1597, die westliche im Jahre 1612 unter Kaiser Wanli (chinesisch 萬曆) während der Ming-Dynastie gebaut. Verantwortlich für den Bau war ein hochrangiger Mönch namens Fodeng (chinesisch 佛灯).
Im 20. Jahrhundert wurde festgestellt, dass die östliche Pagode im Laufe der Jahre aufgrund von Witterungseinflüssen eine Neigung von 2,87 Metern aus ihrem Schwerpunkt aufwies. Daraufhin wurde diese Verschiebung im Jahre 1995 von Experten durch Entfernen von Erde unter der Pagode erfolgreich korrigiert.

## Architektur
Jede der beiden 53,3 (Ostpagode) bzw. 54,8 (Westpagode) Meter hohen Pagoden hat 13 Stockwerke. Sie sind die höchsten Doppelpagoden in China und wurden jeweils in der Form eines Achtecks angelegt. Als Baumaterial wurden Ziegel und Steine verwendet. Alle Stockwerke sind mit Traufen verziert. Die Gebäude im Inneren der Tempelanlage wurden aus den gleichen Materialien wie die Pagoden errichtet. Die Pfosten und Halterungen demonstrieren die Funktionen der alten chinesischen Architektur. In der Tempelanlage werden seit der Ming-Dynastie viele Baum-Päonien angepflanzt, die der Anlage zur Blütezeit im Frühjahr einen besonderen Charakter verleihen. Der Tempel enthält ca. 260 steinerne Stele, die von chinesischen Kalligrafen aus verschiedenen Dynastien, beispielsweise von Wang Xizhi, Yan Zhenqing, Liu Zongyuan und Su Dongpo bemalt wurden.